# 倩体

倩体

三檔粗細的倩体（简体）

三檔粗細的倩体（繁体）

倩體是北京方正集團於1999年開發的漢字美術字體。分為粗倩、中倩、細倩三檔粗細，並分別有繁體、簡體兩個版本。由字體設計師齊立設計。其特點是把圖案設計的方法融入字體設計，以扁平硬筆的書寫軌跡為基礎，輔以藝術處理而成。字體線條柔潤舒暢，富於柔美、靈敏感。
現在倩體已廣泛應用於標題、報刊、廣告等領域。在女性產品的應用中尤為突出。

## 版權紛爭
2010年，方正集團起訴寶潔公司，因其洗髮產品“飘柔”擅自運用了倩體，涉嫌侵權。在北京市海澱區人民法院一審判決中，認為倩體具有獨創性，符合中華人民共和國著作權法規定的美術作品的要求，可予以整體權利保護，但對於字庫中的單字，無法作為美術作品給予保護。方正集團表示將繼續上訴。